# 李志清
李 志清（リー・ジーチン、ピンイン：Lǐ Zhìqīng、1963年10月20日 - ）は香港の漫画家。

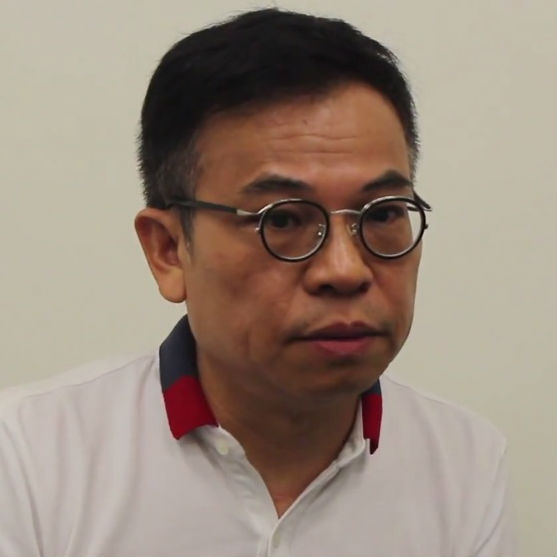
李志清

## プロフィール
1981年5月、黄玉郎率いる「玉郎機構」に入社。先輩である馬栄成や邱福龍のアシスタントを担当する。邱福龍の独立後、主筆となる。
『孫子の兵法』（原題：『孫子攻略』）や『三国志』といったコミックは、日本でも販売されている。2007年6月には、外務省の第1回「国際漫画賞」で『孫子の兵法』が最優秀賞を受賞した。

## 作品一覧
金庸原作の武俠コミック
- 《笑傲江湖（中国語版）》
- 《射鵰英雄傳》
  - 『射鵰英雄伝』・・・徳間書店トクマコミックス（土屋文子・岡崎由美訳）、全19巻。

その他
- 《孫子攻略》
  - 『孫子の兵法』MF文庫（メディアワークス）、全5巻。
- 《孔子論語》
  - 『孔子と論語』原作・猪原賽、MF文庫（メディアワークス）、全3巻
- 『三国志』原作・寺島優、構成・小島利明[注 1]、バーガーSCDX（スコラ）、全20巻。スコラ漫画文庫、全6巻。のちMF文庫（メディアワークス）、全14巻。MFR（メディアワークス）、全14巻。
- 『三国志 完結編』原作・寺島優、MF文庫（メディアワークス）、全3巻。MFR（メディアワークス）、全3巻。
- 《水滸傳》
- 《無名英雄》
- 《妖神傳說》
- 《烈神》
- 《項羽劉邦》
- 《包青天》
- 《天龍八部》